# Pfälzische P 1.III
Die Dampflokomotiven der Gattung P 1III der Pfalzbahn waren Personenzuglokomotiven.
Insgesamt wurden von Maffei neun Exemplare dieser Gattung hergestellt. Die im Jahr 1884 hergestellte zweite Serie mit drei Exemplaren unterschied sich in den Hauptmaßen geringfügig von den Maschinen aus dem Jahr 1880, entsprachen sonst aber den Fahrzeugen der Baureihe P 1.II. Von der Deutschen Reichsbahn wurden fünf Exemplare zur Baureihe 34.74 umgezeichnet, sie erhielten die Nummern 34 7411–7415. Diese wurden allerdings Mitte der 1920er ausgemustert. Die Loks sollen um die 430 PSi gehabt haben.
Die Fahrzeuge wurden mit Schlepptendern der Bauart 3 T 9,8 ausgestattet.